# Déo Namujimbo
Déo Namujimbo, né en avril 1959, est un journaliste, écrivain et conférencier franco-congolais. Il a exercé dans plusieurs médias en République démocratique du Congo, jusqu'à l'assassinat de son frère, Didace Namujimbo, en novembre 2008. Il vit depuis réfugié avec sa famille en France où il exerce comme auxiliaire de justice, traducteur, conférencier et écrivain public.. Il a reçu plusieurs prix internationaux.

## Biographie
Son père, d'abord officier supérieur de police avant l'indépendance du Zaïre et jusqu'au milieu des années 70, démissionne et devient responsable de sécurité pour les postes zaïroises. Sa mère tient un magasin d'alimentation couplé à un snack non loin des studios de la radio télévision nationale à Lubumbashi, et il arrive à Déo  de remplacer au pied levé les journalistes en poste, venus se sustenter chez sa mère et confiants en sa parfaite maîtrise du français. Déo Namujimbo se familiarise très vite avec son futur métier. Il passe une licence en sciences sociales, tout en se perfectionnant en journalisme 'sur le tas'. Ne trouvant pas d'autre travail, il anime des émissions culturelles sur la seule radio de l'époque, la Radio-Télévision nationale congolaise. Il participe ensuite à la création de la radio de développement Maendeleo (en 1993), puis de la radio humanitaire Agatashya (en 1995), toutes deux dans sa ville d'origine de Bukavu, à l'est du Zaïre, toutes deux à Bukavu.
Déo Namujimbo exerce la profession de journaliste depuis 1991. Lors du génocide au Rwanda en 1994, face à l'afflux de réfugiés, la fondation suisse Hirondelle fonde Agatashya, radio destinée principalement à aider les réfugiés ; Déo Namujimbo est de l'aventure. En 1996-1997, après l'éviction de Mobutu du pouvoir par Kabila, Déo Namujimbo se trouve un moment écarté de son travail ; il reprend du service aux côtés de son oncle, le général Constantin Mudekereza, nommé à la tête des forces de sécurité du Kivu, comme Conseiller en matière de presse et d’information. Il sera nommé à ce titre lieutenant-colonel, bien que n'ayant jamais porté l'uniforme. En 1998 éclate la Deuxième guerre du Congo. Pendant ce conflit, il suit un détachement du Rassemblement congolais pour la démocratie commandé à partir de Kigali au Rwanda par le général James Kabarebe et le président Paul Kagame en personne. Ce moment est l'objet de ses ouvrages  On tue tout le monde… et on recommence, sorti en 2011, aux éditions Edilivre et Je reviens de l'enfer, sorti en 2014 aux éditions l'Harmattan.
Après le conflit, et avec l'avènement d'internet, Déo Namujimbo entre en contact avec les agences de presse Syfia et InfoSud Suisse. Il rédige pour elles plusieurs centaines d'articles qui sont publiés par différents journaux du Congo, de France, de Suisse, de Belgique, d’Afrique et du Canada. Comme correspondant, il rédige des alertes pour Reporters sans frontières, circulant dans tout l'est de la RDC. Il est fréquemment l'objet de menaces
Après l'assassinat en novembre 2008 de son frère Didace Namujimbo, également journaliste de la radio Okapi dépendant de la Mission des Nations-Unies au Congo, Déo est le sujet de menaces de mort très directes. En juin 2007, son cousin, Serge Maheshe, lui aussi journaliste de radio Okapi, est également abattu. En mars 2009, à l'occasion d'une invitation du Sénat français, lui proposant de venir recevoir le prix de la Plume d'Or pour la maîtrise de la langue française, il est l'objet de menaces de mort de plus en plus directes et précises. Il décide alors de demander l'asile politique en France où il obtient le statut de réfugié en août 2009. Pendant ce temps, sa femme et ses enfants, également menacés de mort, se mettent sous la protection du Haut commissariat des Nations unies pour les réfugiés à Bujumbura, la capitale du Burundi. Il est également entendu par des associations pour connaître un peu mieux la situation des journalistes en République démocratique du Congo. Il est en particulier accueilli pendant huit mois par la « Maison des journalistes », association proposant aux journalistes réfugiés une assistance. Toutefois, il n'a pu exercer depuis son métier de journaliste dans son pays d'accueil, à la fois à cause de la crise économique qui limite les opportunités mais également du fait du manque de reconnaissance dont souffrent les journalistes africains. En effet, les diplômes de journalisme de plusieurs pays africains ne sont pas reconnus par la commission des titres en France.
Depuis son arrivée en France, Déo Namujimbo se fait conférencier. Il intervient dans les établissements scolaires (lycées, collèges et universités) dans le cadre de l'opération « Renvoyé spécial ». Il explique lors d'interventions tous les aspects du Congo, géographie, histoire, économie, situation politique et sécuritaire etc. et insiste sur les richesses du  'pays le plus riche du monde', et le décalage qui existe entre ces ressources et le niveau de pauvreté extrême de la population. Il se fait également écrivain, et relate son expérience de journaliste en zone de guerre. Il est également traducteur pour les producteurs et réalisateurs de reportages au Congo, parlant trois des quatre langues nationales (lingala, kikongo, swahili) ainsi que la principale langue du Kivu, le mashi,. Devenu auto-entrepreneur, à la tête de son entreprise dénommée Kivu-sur-Seine, Déo Namujimbo excelle désormais dans quatre activités principales : la traduction des langues africaines, les conférences sur son pays d'origine et sur la 'non' liberté de presse en Afrique des Grands lacs (Congo 'démocratique', Rwanda et Burundi), la littérature et le métier d'écrivain public. Pour écrire dans le calme et la sérénité, il abandonne régulièrement sa famille pour se concentrer dans des résidences d'écriture, comme ce fut le cas à deux reprises (2011 et 2014) à Anvers en Belgique, en 2019 à l'Abbaye de La Prée non loin d'Issoudun (France) ou encore au Diable Vauvert près de Nîmes, dans le sud de la France.
Début 2021, Déo Namujimbo entame par les élèves du Centre de formation d'apprenti de Méjannes-lès-Alès, dans le sud de la France, le troisième volet des activités de son entreprise : la formation en journalisme pratique.

Il a à son actif plusieurs manuscrits de romans, recueils de nouvelles, poèmes, et surtout son autobiographie sur sa vie depuis le temps qu'il vit en France et intitulée à juste titre Allons z'enfants de l'apatride. Tous ces ouvrages sont en quête d'éditeur, tout comme sa magistrale présentation de son pays d'origine qui porte le titre évocateur : "Est du Congo 'démocratique', de la convoitise des richesses à l'installation volontaire du chaos.

## Travaux

### Conférences
Les conférences données par Déo Namujimbo (plus de 150 en onze ans) portent principalement sur son pays, la République démocratique du Congo, et sur l'écart saisissant qui existe entre les ressources naturelles du pays et le niveau d'extrême pauvreté de la population. Il accuse différents groupes d'intérêts, désireux d'accaparer ces richesses, de créer sans cesse de l'agitation, des rébellions populaires dont le peuple n'a que faire. Il met également en avant le problème de la corruption, qu'il impute « à une forme particulière du sida : le salaire impayé depuis des années ». Sans oublier le rôle majeur joué par les femmes et les enfants pour survivre, ainsi que les combats quotidiens de la population et de la société civile pour espérer l'émergence d'une société de droit et la démocratie. Thèmes de ses conférences : Est du Congo 'démocratique', de la convoitise des richesses à l'installation VOLONTAIRE du chaos et La non-liberté de presse en Afrique des Grands-lacs africains.

### Ouvrages
- Déo Namujimbo, Merde in Congo : Recueil d'articles publiés entre 2001 et 2009 sur l'est du Congo « démocratique », Paris, Édilivre, 19 janvier 2010, 416 p. (ISBN 978-2-8121-2202-6)
- Déo Namujimbo, On tue tout le monde… et on recommence : Reportage de guerre à l'est du Congo « démocratique », Paris, Édilivre, 9 février 2011, 374 p. (ISBN 978-2-8121-2117-3)
- Déo Namujimbo, Je reviens de l'enfer : Reportage de guerre à l'Est de la RD Congo (août-septembre 1998), Paris, L'Harmattan, 2014, 192 p. (ISBN 978-2-343-02619-0)
- Déo Namujimbo, Les sylvestres aventures de l'enfant-soldat, Roman jeunesse, L'Harmattan, 2021 99 pages  (ISBN 978-2-343-22008-6)
- Déo Namujimbo et Françoise Germain Robin, La Grande manipulation de Paul Kagame, éd. Arcane 17, avril 2023, 365 pages
- Déo Namujimbo, Petit manuel de journalisme pratique, en recherche d'éditeur
- Nombreux manuscrits à la recherche d'éditeurs (romans jeunesse et adultes, poésies, nouvelles, autobiographies).

## Récompenses
Son œuvre et son engagement lui ont valu plusieurs titres et récompenses internationaux.
Juin 1990 : Champion du Zaïre d'orthographe de langue française, scrabble et mots croisés
- 2008 - Prix de la Plume d'Or (concours de maîtrise de la langue française organisé par l'association Défense de la Langue française en partenariat avec la Fondation des Alliances françaises et le Sénat)
- 2010 - Prix Hewlett-Hamlett (prix pour la liberté d'expression, organisé par Human Rights Watch)
- 2013 - Prix de la liberté d'expression (prix organisé conjointement par Oxfam Novib et PEN International) ; co-lauréat avec Samar Yazbek (écrivain et journaliste, Syrie), Enoh Meyomesse (écrivain et cofondateur de l'Association des écrivains camerounais, Cameroun), Nargess Mohammadi (activiste, journaliste et directeur du Centre des défenseurs des droits de l'Homme, Iran) et Büşra Ersanlı (chercheur et écrivain, Turquie)[7]